# Antonym
Antonyme (von altgriechisch αντί anti, deutsch ‚gegen‘, und altgriechisch ὄνομα ónoma, deutsch ‚Name, Wort‘), Gegensatzwörter, Gegenwörter und Oppositionswörter sind in der Sprachwissenschaft Wörter mit gegensätzlicher Bedeutung.
Zwei Wörter, die füreinander Gegensatzwörter sind, heißen Gegensatzpaar. Die zwischen ihnen bestehende Relation heißt Antonymie, insbesondere von Wörtern, aber auch von Sätzen und Phrasen.
Der Begriff der Antonymie kann dabei nach der Ebene und Art des Gegensatzes unterschiedliche Ausprägungen erfahren. Die Art der Antonymie hängt inhaltlich davon ab, wie der Gegensatz im logischen Sinn zu verstehen ist, ob er etwa innerhalb eines Oberbegriffes gesucht wird oder ob ein konträres oder kontradiktorisches Verhältnis der mit dem Gegensatzpaar bezeichneten Begriffe vorliegt. Ein Ausdruck, der für beide Begriffe eines Gegensatzpaares stehen kann, heißt Oppositionswort.

## Antonymbildung
In der deutschen Sprache werden in vielen Fällen Antonyme auch durch das Voranstellen der Vorsilbe un- gebildet: etwa Ruhe – Unruhe; klar – unklar usw. Jedoch gibt es nicht automatisch derartige Antonympaare, beispielsweise hat ungefähr kein Gegenüber gefähr; ebenso ist für unausbleiblich kein ausbleiblich in Benutzung. Darüber hinaus gibt es Wörter mit un-, die aber zum Stammwort kein Antonym bilden, zum Beispiel Mut und Unmut; ziemlich und unziemlich.
Ein weiterer Aspekt ist, dass verschiedene Oppositionen von Wortpaaren nicht automatisch auf andere übertragbar sind. So sind zwar Überführung und Unterführung (Verkehrswege) Antonyme, aber Übergang und Untergang haben keinen vergleichbaren Sinn und Gegensinn, sondern bedeuten etwas völlig anderes, nichts direkt Gegensätzliches.

## Arten von Antonymien
Es lassen sich verschiedene Arten von Antonymie unterscheiden:
|                                                                      | Definition | Beispiel |
| -------------------------------------------------------------------- | --- | --- |
| Graduelle Antonymie oder konträre Antonymie (auch skalare Antonymie) | Zwei Wörter sind graduell antonym, wenn sie zwar einen Gegensatz bezeichnen, es aber zwischen den Polen noch Abstufungen gibt. Aus der Verneinung des einen Wortes des Wortpaars folgt nicht, dass das zweite Wort des Wortpaars zutrifft. Diese Art der Antonymie wird auch Antonymie im engeren Sinn genannt. | Die Wörter heiß und kalt sind graduell antonym, weil es dazwischen auch noch Abstufungen wie z. B. kühl, warm gibt. Adjektive, die in der Beziehung der graduellen Antonymie zueinander stehen, sind steigerbar. |
| Inkompatibilität                                                     | Zwei Wörter, die in der Beziehung der Kohyponymie zueinander stehen, sind inkompatibel. Diese Art der Antonymie wird auch Antonymie im weiteren Sinn genannt. | Die Wörter Pudel, Dackel und Schäferhund sind Kohyponyme des Oberbegriffs Hund. Im konkreten Satzzusammenhang schließen diese drei Wörter einander aus. Die Aussage Karlchen ist ein Dackel schließt, wenn sie wahr ist, die Wahrheit der Aussage Karlchen ist ein Pudel aus. Die Aussage Karlchen ist kein Dackel impliziert aber nicht die Aussage Karlchen ist ein Pudel (siehe unten). |
| Komplementarität oder kontradiktorische Antonymie                    | Zwei Wörter sind komplementär (in einem bestimmten Zusammenhang), wenn ein Bedeutungsgegensatz zwischen den Wörtern besteht und gleichzeitig aus der Verneinung des einen Wortes folgt, dass das andere Wort zutrifft.                                                                                          | Wenn eine Person nicht lebend ist, folgt automatisch, dass die Person tot ist. |
| Konverse Relation                                                    | Zwei Wörter sind konvers, wenn sie einen Sachverhalt aus zwei verschiedenen Blickwinkeln beschreiben. | Die Wörter Mutter und Kind beschreiben beide eine Beziehung, unterscheiden sich aber in der Perspektivierung. A ist die Mutter von B. B ist das Kind von A. |
| Reverse Relation                                                     | Zwei Wörter stehen in einer Reversitätsrelation zueinander, wenn sie inkompatibel sind, beide Wörter Geschehen bezeichnen, und der Anfangszustand des ersten Geschehens den Endzustand des anderen Geschehens benennt und umgekehrt.                                                                            | Beispiel: beladen und entladen, Einbau und Ausbau. |

### Antonymie im engeren und im weiteren Sinn
Ursprünglich sprach man von Antonymie nur im Sinne von gradueller oder auch konträrer Antonymie und bezeichnete damit Adjektivpaare wie beispielsweise schön/hässlich. Teilweise spricht man auch heute noch von Antonymie nur dann, um einen „Bedeutungsgegensatz(.) zwischen skalierbaren lexikalischen Ausdrücke(n)“ zu bezeichnen. In logischer Perspektive ist die graduelle Antonymie bei einem konträren Gegensatz gegeben (Beispiel: kalt/heiß).
Ein Sonderfall der graduellen oder konträren Antonymie ist der polar-konträre Gegensatz, bei dem die gegensätzlichen Bedeutungen am Ende einer Skala sind (Beispiel: neu/alt). „Nicht-polare Antonyme bezeichnen den gleichen Ausprägungsgrad auf entgegengesetzten Skalen; die Bildung konverser Komparative ist ausgeschlossen“.
Der Ausdruck der Antonymie wird häufig auch in einem weiteren Sinn verwandt, bezeichnet dann allgemein einen Oberbegriff für „semantische Gegensatzrelationen“ und erfasst dann auch den Fall des kontradiktorischen Gegensatzes, der in der Semantik auch als komplementärer Gegensatz (siehe unten) bezeichnet wird (Beispiel: tot/lebendig; sinnvoll/sinnlos).
Man bezeichnet die kontradiktorische Antonymie auch als „Antonymie im strengen Sinne“, während die konträre Antonymie auch als „Antonymie im eigentlichen Sinn“ oder „gelegentlich“ auch als Antonymie im engeren Sinn bezeichnet wird. Die Terminologie ist also alles andere als klar.

### Konträre Antonymie als Inkompatibilität
Antonymie als Fall (konträrer oder kontradiktorischer) gegensätzlicher Bedeutung ist ein „Sonderfall“ unvereinbarer Bedeutung, das heißt einer Inkompatibilität (von Wörtern etc.).
Wird wie hier auch die Unvereinbarkeit im Fall der Kohyponymie als Antonymie angesehen, wird die Antonymie – losgelöst von der Wortbedeutung – mit jedweder Inkompatibilität gleichgesetzt und gleichzeitig der Ausdruck Inkompatibilität in einem engeren als üblichen Sinn verwendet.

### Auto-Antonyme
Auto-Antonyme (Antagonyme, Januswörter) sind Wörter, die mehrere Bedeutungen haben (Homonymie, Polysemie oder Homophonie), wobei diese Bedeutungen zueinander eine antonymische Opposition bilden. Im Deutschen tritt dies beispielsweise bei dem Ausdruck Untiefe auf, das als sehr geringe Tiefe oder in der Umgangssprache auch als sehr große Tiefe gedeutet werden kann. Das Englische overlook kann sowohl ‚überwachen‘ als auch ‚nicht beachten‘ bedeuten. (Vergleiche: übersehen hat die beiden Bedeutungen überblicken und nicht beachten: Ich übersehe die Lage noch nicht. Ich habe den Brief übersehen.)

## Homonymie und Antonymie
Viele Wörter sind Homonyme, d. h., sie haben mehrere Bedeutungen. Homonyme Wörter stellen keine Bedeutungsbeziehung dar. Lediglich die Ausdrucksseite ist identisch, die Inhaltsseite hat nichts miteinander zu tun, auch nicht historisch.
Da die Antonymierelation von der Bedeutung abhängt, gibt es in diesen Fällen auch mehrere Gruppen von Antonymen. Zum Beispiel hat das Wort abnehmen Antonyme in den Bedeutungsgruppen übergeben (Ware), aufhängen (Bild), aufdecken (Tischtuch), auflegen (Telefonhörer), anlegen (Schmuck), aufhängen (Gardine), aufsetzen (Hut), wachsen bzw. stehen lassen (Bart), zunehmen (Mond), zunehmen (Gewicht) und weiteren. Man spricht auch von Antonymengabel. Deren Auftreten kann auch helfen, verdeckte Mehrdeutigkeiten festzustellen.
- Nicht alle Wörter, die mehrere Bedeutungen haben, haben auch ebenso viele Antonyme. Beispiele:

- Zug im Sinne von Sog bzw. Anziehen – Antonyme: Schub oder Druck;
- Zug im Sinne von Eisenbahnzug – kein eindeutiges Antonym vorhanden;
- Zug im Sinne von Schach- bzw. Spielzug – kein eindeutiges Antonym vorhanden;
- Zug im Sinne von Geste – kein eindeutiges Antonym vorhanden.